# Obelix auf Kreuzfahrt
Titelbild

Link zum Bild

Obelix auf Kreuzfahrt (französischer Originaltitel: La galère d'Obélix) ist der 30. Asterix-Band. Das Comicalbum wurde von Albert Uderzo gezeichnet und getextet und 1996 veröffentlicht. Er widmete den Band sowohl seinem Enkel als auch dem Schauspieler Kirk Douglas, den er in diesem Band mit der Figur Spartakis karikiert, womit er auf dessen Rolle in dem Film Spartacus anspielt.

## Handlung
Die Geschichte beginnt im Palast von Julius Caesar, der sich in Anwesenheit von Kleopatra über Admiral Aquis Submersus beschwert. Dieser trägt Schuld daran, dass das wertvollste Schiff Caesars von Sklaven gestohlen wurde. Der Admiral beauftragt aus diesem Grund den Vize-Admiral Prospectus, das Schiff wiederzubeschaffen. Währenddessen wird auf dem entwendeten Schiff abgestimmt, wohin die Fahrt gehen soll. Jeder der ehemaligen Sklaven aus unterschiedlichen Ländern will in seine Heimat fahren. Schließlich wird der Vorschlag des Briten, in das unbesiegbare gallische Dorf zu fahren, angenommen.
Als der Vize-Admiral Prospectus nach Gallien kommt und in der Nähe des Dorfes sein Lager aufschlägt, um dort auf Submersus zu warten, wird im gallischen Dorf Alarm gegeben und Miraculix verteilt den Inhalt eines von zwei Kesseln Zaubertranks an die Dorfbewohner. Obelix erhält, da er als Kind in den Zaubertrank gefallen war, der nun bei ihm eine immerwährende Wirkung hat, aus Angst vor Nebenwirkungen wie üblich keinen Zaubertrank. Er ist beleidigt und verzichtet auf den Angriff gegen die Römer und bleibt schmollend im Dorf zurück. Nachdem sie den Kampf gewonnen haben, suchen ihn Asterix und Miraculix und finden diesen in der Hütte des Druiden versteinert vor. In den Händen hält er einen leeren Zaubertrank-Kessel. Sie tragen Obelix in seine Hütte und versuchen ihn wieder zum Leben zu bringen. Doch weder hilft ein Zaubertrank noch der Geruch eines Wildschweinbratens. Auch Falbalas Kuss zeigt keine sofortige Wirkung. Wenig später erwacht Obelix aber hungrig aus der Versteinerung, nun aber als ein kleines Kind.
Inzwischen ist auch der Admiral Submersus zum Vize-Admiral Prospectus gelangt und findet seine Legion verletzt vor. Prospectus erzählt ihm vom Zwischenfall mit den Galliern. Gleichzeitig kommen die geflohenen Sklaven im Dorf an und bitten die Dorfbewohner um Hilfe. Sie beschließen, die Galeere ins Dorf zu befördern. Währenddessen fühlt sich Obelix unwohl. Er kann anstatt wie üblich drei nur ein Wildschwein essen. Als er Falbala einen Hinkelstein schenken möchte, kann er diesen nicht bewegen. Der Zaubertrank wirkt nicht mehr und er beschließt, in den Wald zu gehen.
In der Zwischenzeit entscheidet sich der Vize-Admiral eine gallische Geisel zu suchen und trifft im Wald auf Obelix, der verzweifelt einsam und alleine im Wald leben möchte. Die Römer entführen ihn, um dessen Freiheit gegen Caesars Schiff einzutauschen. Bald darauf merken die Gallier, von Idefix darauf aufmerksam gemacht, dass Obelix verschleppt wurde. Sie machen sich mit den entwischten Sklaven auf und bestürmen das Römerlager Aquarium. Dort erfahren sie, dass Obelix auf einem Schiff nach Rom gebracht werden soll. Asterix, Miraculix und die Entkommenen machen sich mit der Galeere auf, Obelix zu befreien, was ihnen nach kurzer Zeit gelingt. Caesars Schiff überlassen sie den Piraten, deren Schiff sie vorher versenkt hatten. Die Piraten fahren derweil mit Caesars Schiff nach Rom, während die Mannschaft mit Asterix nach Atlantis segelt, da Miraculix denkt, dass er dort Hilfe für Obelix wegen dessen Altersproblems bekäme. In Atlantis angekommen, sehen sie überall nur Kinder. Einige reiten auf Delfinen, andere fliegen auf Schwänen. Zudem befinden sich auch Kentauren unter ihnen. Der einzige Erwachsene ist der Priester Guanchott. Dieser erklärt den drei angereisten Galliern, dass alle auf der Insel Kinder sind, da sich jeder dazu entschieden hat, den Trank der ewigen Kindheit zu trinken. Allerdings kennt er, zum Schrecken von Asterix, Obelix und Miraculix, kein Gegenmittel. Deshalb wollen sie enttäuscht wieder zurückreisen. Die mitgereisten Sklaven allerdings entscheiden sich, in Atlantis zu bleiben und wieder Kinder zu werden.
Mitten auf See sehen Römer die drei Gallier und wollen ihr eigenes Schiff zurückholen. Asterix versucht zwar seinen Zaubertrank aus der Flasche zu trinken, wird allerdings von einem Katapultgeschoss der Römer getroffen. Er fällt in Ohnmacht und seine Feldflasche ins Meer. Die Römer wollen Asterix ins Meer vor die Haie werfen. Obelix wird in dem Augenblick wieder erwachsen, als er Angst um seinen Freund verspürt. Wieder bei Kräften angelangt wirft er die Römer von Bord. Zur selben Zeit bemerkt Admiral Submersus auf seinem Schiff den Zaubertrank und verjagt die Piraten, die die Römer gefangen halten. Aus Gier trinkt dieser auch noch den ganzen Rest aus und wird so zu Stein und schließlich in der Arena der Zirkusspiele von Caesar ausgestellt. Am Schluss rächt sich Obelix noch im Lager Aquarium und kehrt als erwachsener Mann mit Asterix und Miraculix ins Dorf zurück, wo sie nachts traditionell ihre Rückkehr feiern.

## Veröffentlichung
Die Erstauflage des Albums La Galère d'Obélix fand 1996 im Verlag Albert René als 30. Band der Reihe statt. Die deutsche Erstauflage des Albums erschien laut Editorial der Werkausgabe am 10. Oktober 1996 beim Ehapa Verlag wie auch in den meisten europäischen Ländern. Mit der Neuauflage 2002 hat dieser Band ein neues Titelbild erhalten.
Es gibt Mundart-Ausgaben in Nordniederdeutsch und Neuhessisch.